# Eclipse solar de 12 de agosto de 2026
O eclipse solar de 12 de agosto de 2026 será um eclipse solar total. 

## Visibilidade

Caminho do eclipse na Terra.

O trajeto começará na costa norte da Sibéria (Península de Taimyr, Mar de Laptev), inicialmente se movendo de sul para norte. Após realizar um amplo arco pelo Oceano Ártico, aproximando-se do Polo Norte a poucas dezenas de quilômetros de distância, onde 98,6% do Sol estará oculto, a rota mudará de direção para o sul. Continuará então pelo nordeste da Gronelândia, seguindo em direção leste até alcançar o ponto máximo ao largo da costa noroeste da Islândia. Posteriormente, cruzará o Atlântico Norte, chegando ao norte da Espanha durante a noite local e concluindo ao pôr do sol nas Ilhas Baleares.

## Território europeu
Embora tenha uma cobertura geográfica limitada à escala continental, é de facto um eclipse solar total. europeu », depois daquele do 11 de agosto de 1999 . Passando pela Islândia, depois por Espanha, bem como por uma pequena extremidade nordeste de Portugal, no distrito de Bragança.

## Artigos relacionados
- Eclipse
- Lista de eclipses solares